# Charlie Jolley (cầu thủ bóng đá, sinh năm 2001)
Charlie Patrick Jolley (sinh ngày 13 tháng 1 năm 2001) là một cầu thủ bóng đá người Anh thi đấu cho Wigan Athletic.

## Thống kê sự nghiệp
Tính đến trận đấu diễn ra ngày 5 tháng 5 năm 2019
| Câu lạc bộ          | Mùa giải            | Giải quốc nội       | Giải quốc nội | Giải quốc nội | Cúp FA  | Cúp FA    | League Cup | League Cup | Khác    | Khác      | Tổng    | Tổng      |
| Câu lạc bộ          | Mùa giải            | Hạng đấu            | Số trận       | Bàn thắng     | Số trận | Bàn thắng | Số trận    | Bàn thắng  | Số trận | Bàn thắng | Số trận | Bàn thắng |
| ------------------- | ------------------- | ------------------- | ------------- | ------------- | ------- | --------- | ---------- | ---------- | ------- | --------- | ------- | --------- |
| Wigan Athletic      | 2018-19             | EFL Championship    | 1             | 0             | 0       | 0         | 0          | 0          | 0       | 0         | 1       | 0         |
| Tổng cộng sự nghiệp | Tổng cộng sự nghiệp | Tổng cộng sự nghiệp | 1             | 0             | 0       | 0         | 0          | 0          | 0       | 0         | 1       | 0         |